# Scleropactes estherae
Scleropactes estherae är en kräftdjursart som beskrevs av Arcangeli1931. Scleropactes estherae ingår i släktet Scleropactes och familjen Scleropactidae. Inga underarter finns listade i Catalogue of Life.